# Юр'євське (Калінінський район)
Ю'євське (рос. Юрьевское) — присілок в Калінінському районі Тверської області Російської Федерації.
Населення становить 18 осіб. Входить до складу муніципального утворення Каблуковське сільське поселення.

## Історія
Від 2005 року входить до складу муніципального утворення Каблуковське сільське поселення.

## Населення
| 1859 | 1886 | 2002 | 2010 |
| ---- | ---- | ---- | ---- |
| 320  | ↗362 | ↘27  | ↘18  |